# 大森赤十字病院
大森赤十字病院（おおもりせきじゅうじびょういん）は、東京都大田区中央にある医療機関。日本赤十字社東京都支部が設置する病院である。武蔵野赤十字病院に次いで、東京都支部2ヶ所目の病院として、1953年7月に開設された。早くからがん対策に力を入れ、胃がんの早期発見のための検診車導入などを手がけてきた。2010年5月7日に新病棟（第1期工事完了）に移転し、2011年10月11日に新病棟（大森赤十字病院第2期工事完了）が全面開院した。新病棟の病床数は344床。2023年4月より患者向けフリーWi-Fiの提供を開始。2023年10月より病院ブログ「大森赤十字病院ヘルスケア・エッセンス」が公開。健康に関する有益な情報が掲載されており、好評を博している。

## 沿革
- で1946年（昭和21年）11月20日 - 大田区入新井町6-52大森公共職業安定所内に日本赤十字社東京支部大森診療所を設置。
- 1953年（昭和28年）7月 - 大森赤十字病院開院。これに伴い、7月19日付で日本赤十字社東京支部大森診療所を廃止。
- 1957年（昭和32年）5月 - 本館と病棟の新築工事が落成。病床数110床。
- 1961年（昭和36年）7月 - ガンセンター竣工。
- 1963年（昭和38年）12月 - 総合病院の承認を受ける。病床数301床[4]。
- 1964年（昭和39年）12月 - ガン検診車を整備[5]。
- 1969年（昭和44年）11月 - 新館竣工（地上5階地下1階建、6896.5m2）[6]。
- 1969年（昭和44年）11月4日 - 東京都大田血液センター（1971年4月1日に東京都大田赤十字血液センターと改称）（現:東京都赤十字血液センター大田出張所）、隣接地に新築された新社屋での業務を開始。
- 1985年（昭和60年）3月 - 1月に大田赤十字血液センターの移転新築工事が竣工したのにともない、隣接地を買収。
- 1993年（平成5年）4月 - 臨床研修病院に指定。
- 1999年（平成11年）4月 - 二次救急医療機関に指定。
- 2002年（平成14年）6月 - 大森医師会と地域医療連携協定を締結。
- 2002年（平成14年）7月 - 蒲田・田園調布医師会と地域連携協定を締結。
- 2003年（平成15年）7月 - 品川区医師会、荏原医師会との地域連携協定を締結。
- 2003年（平成15年）7月 -  病院創設50周年を迎える。
- 2005年（平成17年）3月28日 - 日本医療機能評価機構の認定を受ける（一般200床以上500床未満:Ver5.0）。
- 2010年（平成17年）5月7日 - 新病棟が開院（第1期工事完了）。
- 2011年（平成23年）10月11日 - 新病棟が全面開院（第2期工事完了）。

## 診療科
- 内科（腎臓高血圧内科）
- 呼吸器科
- 消化器科
- 循環器科
- 神経内科
- 血液内科
- 糖尿病・内分泌内科
- 外科
- 脳神経外科
- 整形外科
- 麻酔科・ペインクリニック
- 神経精神科
- 小児科
- 皮膚科
- 泌尿器科
- 産婦人科
- 眼科
- 耳鼻咽喉科
- 放射線科

このほかに、歯科・口腔外科があったが、2010年4月30日限りで閉科となった。

## 医療機関の指定等
- 保険医療機関
- 救急告示医療機関
- 災害対策基本法による災害拠点病院
- 休日・全夜間診療事業実施医療機関（内科系、外科系）
- 労災保険指定医療機関
- 指定自立支援医療機関（更生医療・育成医療）
- 身体障害者福祉法指定医の配置されている医療機関
- 生活保護法指定医療機関
- 原子爆弾被害者一般疾病医療取扱医療機関
- 公害医療機関
- 母体保護法指定医の配置されている医療機関
- 臨床研修指定病院
- DPC対象病院

## 交通アクセス
- JR東日本・京浜東北線の大森駅山王西口より東急バスで、バス停「大田文化の森」にて下車。
- 東急池上線の池上駅より東急バスで、バス停「入新井第四小学校」にて下車。
- 東急大井町線の荏原町駅より東急バスで、バス停「大森日赤前」にて下車。